# Lesmo
Lesmo är en ort och kommun i provinsen Monza e Brianza i regionen Lombardiet i Italien. Kommunen hade 8 535 invånare (2018).